# ボリウッドのカーン
ボリウッドのカーン（Khans of Bollywood）とは、インドのボリウッド映画で活動する主演男優の中で「カーン」を名乗る人物のことである。このカーン俳優の中で特に著名な3人（シャー・ルク・カーン、アーミル・カーン、サルマーン・カーン）は「3人のカーン(The three Khans)」と呼ばれている。3人の間に血縁関係はないが、共にカーン姓を持ち、1965年生まれという共通点がある。

## 概要
3人のカーンはそれぞれインド映画及び世界の映画の歴史上、最も成功したスター俳優の一人に挙げられている。シャー・ルクは「世界で最も裕福な俳優トップ3」に度々選ばれており、アーミルは東洋俳優として初めて世界で最も出演料が高額な俳優に選ばれ、サルマンも南アジアで最も出演料が高額な俳優として度々選ばれている。彼らはそれぞれ異なる時期に「キング・オブ・ボリウッド(King of Bollywood)」の称号を得ており、1990年代から2000年代にかけてはシャー・ルクがボリウッドの頂点に君臨し、2000年代後半からはアーミルが世界で成功を収め、インド国内の人気はサルマンに集中するようになった。また、国家映画賞を6回、フィルムフェア賞を26回受賞し、アーミルはアカデミー賞にノミネートされるなど高い評価を得ている。彼らはそれぞれ最も有名なインド人ムスリム、世界で最も著名なインド人、世界で最も人気のあるインド人俳優として知られており、複数のメディアから「映画1本の出演料が5億ルピー」と報じられている。3人は1980年代後半から人気俳優としてキャリアを積み重ね、1990年代から約30年間にわたり出演作品がボリウッド映画興行成績のトップグループにランクインし続けてきた。インド映画における三大カーンの興行成績は、ハリウッドのマーベル・シネマティック・ユニバースと比較されることがある。
彼らはこれまでボリウッドの高額興行収入映画トップ10のうち8作品、インド映画の高額興行収入映画トップ10のうち5作品で主演を務めており、1989年から2017年にかけてのボリウッド年間最高興行収益映画の大半の作品で主演を務めている。アーミルは100カロール・クラブの創設者であり、サルマーンが出演した『Hum Aapke Hain Koun..!』、シャー・ルク主演の『DDLJ 勇者は花嫁を奪う』が最初にクラブ入りしており、アーミル主演の『Ghajini』は初めて純利益100カロール（10億ルピー）を記録した映画となった。アーミル主演の『ダンガル きっと、つよくなる』が中国市場で成功を収めたことで新たに1000カロール・クラブが創設され、最終的に2000カロール・クラブが創設され、この時点で世界市場で最も成功したインド映画となった。同作はインド・中国で最も成功を収めたインド映画の一つとなり、アーミルの報酬はハリウッド俳優以外の俳優としては最高の30億ルピーとなった。2014年にシャー・ルクは世界で最も裕福な非ハリウッド俳優、世界で2番目に裕福な俳優に選ばれ、推定資産は6億ドルであると報じられた。2016年にはサルマーンがフォーブス誌の「世界で最も出演料が高額な俳優トップ10」の第6位に選ばれている。2018年には同ランキングでサルマーンが第9位に選ばれている。
3人のカーン登場以前のボリウッドで最も著名だったカーン俳優はディリープ・クマール（本名ムハンマド・ユースフ・カーン）であり、彼はボリウッドにおける「最初のカーン(First Khan)」と呼ばれ、1950年代から1960年代にかけてスター俳優の一人として活動した。彼が1960年に出演した『偉大なるムガル帝国』は現在の価値に換算した興行収入が100億ルピーを超えた最初のインド映画であり、50年間にわたりインド映画の最高興行収入記録を維持した。また、三大カーンに次ぐ実力を持つカーン俳優としてサイーフ・アリー・カーン、イルファーン・カーンが挙げられている。

## 3人のカーン

### アーミル・カーン

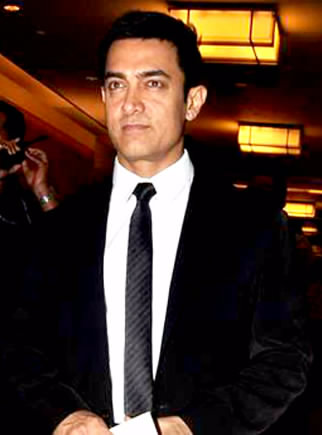
アーミル・カーン

アーミル・カーン（本名：モハメド・アーミル・フセイン・カーン、1965年3月14日生まれ）は、インドで最も商業的に成功したスーパースター俳優の一人に挙げられる。出演本数は少ないものの、映画の内容やクオリティに最大限気を配っているという評価を得ており、ボリウッドでの実績を通してインド映画界で最も人気があり、かつ影響力のある俳優の一人としての地位を確立した。彼の人気はインドでは絶大であり、さらに海外市場、特に2番目に大きな市場である中国で高い人気を得ている。フォーブス誌のロブ・ケインは彼を「間違いなく世界最大のムービースターである」と批評しており、これは世界最大の人口大国であるインド・中国での高い人気が背景にある。
アーミルは国家映画賞を4つ、フィルムフェア賞を7つ受賞しており、さらにアカデミー賞にもノミネートされているなど数多くの映画賞を受賞している。またインド政府からパドマ・シュリー勲章（2003年）、パドマ・ブーシャン勲章（2010年）を授与されている。
1973年に叔父ナーシル・フセインが監督したボリウッド初のマサラ映画『Yaadon Ki Baaraat』に子役として出演し、俳優として活動を始めた。1984年に実験映画『Holi』で長編映画デビューし、1988年公開の『Qayamat Se Qayamat Tak』で主演デビューした。同作は1990年代のボリウッド・ミュージカル恋愛映画の雛型となり、ヒンディー語映画の歴史における転換点的作品となった。1989年公開の『Raakh』では演技を高く評価され、国家映画賞 審査員特別賞を受賞している。1990年代にはヒンディー語映画の主演俳優の地位を確立し、『Dil』『Raja Hindustani』『Sarfarosh』などのヒット作に出演した。
1999年に製作会社アーミル・カーン・プロダクションを設立し、2001年に初のプロデュース作品『ラガーン』を製作した（主演兼務）。同作はアカデミー外国語映画賞にノミネートされた他、国家映画賞 健全な娯楽を提供する大衆映画賞、フィルムフェア賞 作品賞、フィルムフェア賞 主演男優賞などの映画賞を受賞した。2006年には『Fanaa』『Rang De Basanti』に主演し、両作とも興行的な成功を収めた。2007年には『地上の星たち』で監督デビューし、フィルムフェア賞 監督賞を受賞した。彼が主演を務めた『Ghajini』『きっと、うまくいく』『チェイス!』『PK』『ダンガル きっと、つよくなる』は、いずれもヒンディー語映画の興行収入ランキングの上位にランクインしている。『ダンガル きっと、うまくいく』の成功後、「アーミルは世界最大のスーパースターになった」という指摘がなされるようになった。

### サルマーン・カーン

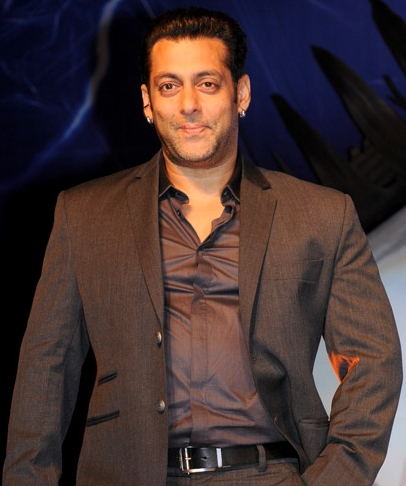
サルマン・カーン

サルマーン・カーン（本名：アブドゥル・ラシード・サリーム・サルマン・カーン、1965年12月27日生まれ）は、インドで最も経済的に成功している俳優の一人に挙げられる。彼が主演を務める映画のほとんどが興行収入10億ルピーを記録している。彼はメディアから「ボリウッドの虎(The Tiger of Bollywood)」「ブロックバスター・カーン(Blockbuster Khan)」「興行王(Box-office King)」と呼ばれており、CNNは「世界最大のスターの一人」と説明している。メディアから「最も人気があり影響力のある俳優」、「ヒンディー語映画で最も成功した俳優の一人」と報じられている。
1988年公開の『Biwi Ho To Aisi』で俳優デビューし、1989年に公開されたスーラジ・バルジャーティヤの『Maine Pyar Kiya』で主演デビューした。サルマーンは1990年代にボリウッドでのキャリアを確立し、『Hum Aapke Hain Koun..!』『Karan Arjun』『Biwi No.1』『Hum Saath-Saath Hain』などのブロックバスター映画に出演した。1998年に公開されたカラン・ジョーハルの『何かが起きてる』ではフィルムフェア賞 助演男優賞を受賞している。2000年代に入ると短期的に低迷するが、2003年公開の『Tere Naam』で再び脚光を浴びた。彼は大作アクション映画に出演することで、2010年代に入り一層の人気を得ることになる。代表的な作品に『ダバング 大胆不敵』『Bodyguard』『タイガー 伝説のスパイ』『Kick』『バジュランギおじさんと、小さな迷子』『タイガー 甦る伝説のスパイ』があり、出演作のうち9本は興行収入が10億ルピーを超えており、ボリウッド映画の最高興行収入を記録した9作品で主演を務めた。
サルマーンはフォーブス誌が選ぶ「世界で最も出演料が高額な俳優」の第7位にランクインしており（出演料3350万ドル）、ハリウッド俳優のドウェイン・ジョンソンやジョニー・デップ、ブラッド・ピット、レオナルド・ディカプリオよりも上位にランクインしている。

### シャー・ルク・カーン

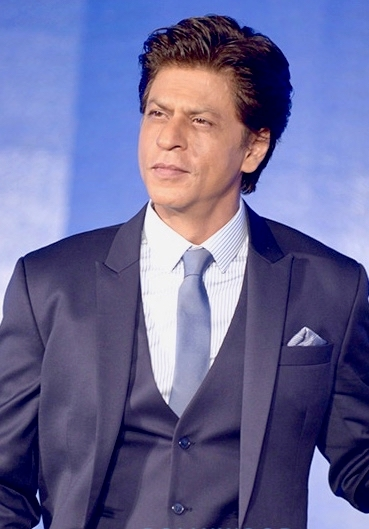
シャー・ルク・カーン

シャー・ルク・カーン（本名：シャールク・カーン、1965年11月2日生まれ）は「SRK」の通称で知られており、メディアから「ボリウッドの皇帝(Baadshah of Bollywood)」「キング・オブ・ボリウッド(King of Bollywood)」「キング・カーン(King Khan)」「ロマンスの王様(King of Romance)」と呼ばれている。彼は血縁などのバックグラウンドを持たずに成功したボリウッド俳優であり、『Darr』『DDLJ 勇者は花嫁を奪う』『Dil To Pagal Hai』『何かが起きてる』『Veer-Zaara』などの興行的に成功した恋愛映画に多数出演している。またフィルムフェア賞主演男優賞を8回受賞しており（ディリープ・クマールと同数受賞）、合計14回フィルムフェア賞を受賞している。出演本数は80本を超え、ロサンゼルス・タイムズからは「世界最大のムービースター」と呼ばれており、インド系移民と在外インド人から高い支持を集めている。彼は推定純資産7億9000万ドルを所有する世界で最も裕福な俳優の一人であり、フィルムフェア賞を14回受賞するなど多くの映画賞を受賞している。
シャー・ルクは1980年代後半にテレビシリーズに出演して俳優のキャリアを始め、1992年公開の『Deewana』でボリウッド映画デビューした。キャリアの初期では『Darr』『Baazigar』『Anjaam』などで悪役を演じ、『シャー・ルク・カーンのDDLJラブゲット大作戦』『Dil To Pagal Hai』『何かが起きてる』『家族の四季 -愛すれど遠く離れて-』などの恋愛映画で主演を務めて知名度を上げた。その後も『Devdas』『Swades』『Chak De! India』『マイネーム・イズ・ハーン』『チェンナイ・エクスプレス 〜愛と勇気のヒーロー参上〜』『Happy New Year』『Fan』『Raees』などで主演を務めて高い評価を得ている。また、インド政府からパドマ・シュリー勲章、フランス政府から芸術文化勲章とレジオンドヌール勲章を授与された。

## その他のカーン

### ディリープ・クマール

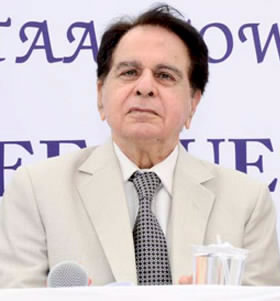
ディリープ・クマール

ディリープ・クマール（本名：ムハンマド・ユースフ・カーン）は、遡及的にボリウッドの「最初のカーン(First Khan)」と呼ばれている。彼は1940年代に俳優デビューし、1950年代から1960年代にかけて最も人気のある俳優として活躍した。インド亜大陸の俳優演技にリアリズムを取り入れた人物とされており、歴史上最も影響力のある俳優の一人と考えられている。また、サタジット・レイからは「究極のメソッド俳優」と称されている。ディリープはハリウッドのマーロン・ブランドよりも前に活躍したメソッド俳優のパイオニアであり、アミターブ・バッチャンやナシールッディーン・シャー、シャー・ルク・カーンやナワーズッディーン・シッディーキーなど次世代の俳優たちに多大な影響を与えた。1950年代に入り、ディリープは映画1本当たりの出演料10万ルピー（2018年時点の価値換算で79万ルピー/11万ドル）をとる最初のインド俳優となった。
ディリープの代表作として『Andaz』『アーン』『デーヴダース』『Azaad』『Ram Aur Shyam』『偉大なるムガル帝国』『Gunga Jumna』などがある。『偉大なるムガル帝国』は『炎』に記録を破られるまでの15年間、インドで最高額の興行収入を記録した映画であり、インフレ調整を行うと『ダンガル きっと、つよくなる』に抜かれるまでの50年間にわたり最高額の興行収入を記録した映画になる。

### サイーフ・アリー・カーン

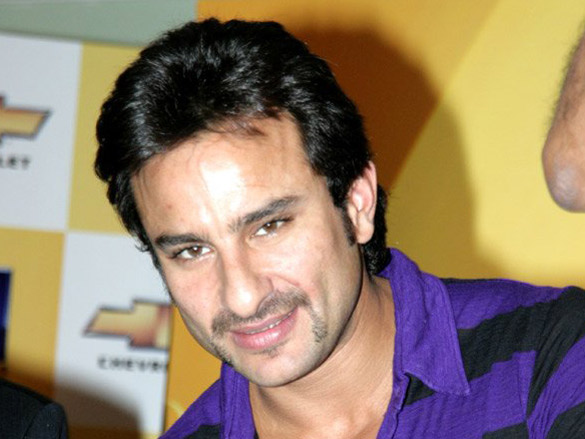
サイーフ・アリー・カーン

サイーフ・アリー・カーンは、三大カーンに次ぐ俳優として「第4のカーン(Fourth Khan)」と称されることが多く、クリケットインド代表のキャプテンを務めたマンスール・アリー・カーン・パタウディと女優シャルミラ・タゴールの間に生まれた。2004年公開の『Hum Tum』は主演作品として初めて成功を収め、国家映画賞主演男優賞を受賞し、2005年公開の『Parineeta』『Salaam Namaste』でボリウッドの主演男優としての地位を確立した。2006年公開の『Being Cyrus』でイアーゴを模したキャラクターを演じて高い評価を得ており、同年公開の『Omkara』、2009年公開の『Kurbaan』でも高い評価を得ている。サイーフ主演作品で最も興行収入が高い作品として『Race』『Race 2』『Love Aaj Kal』『Cocktail』が挙げられる。

### イルファーン・カーン

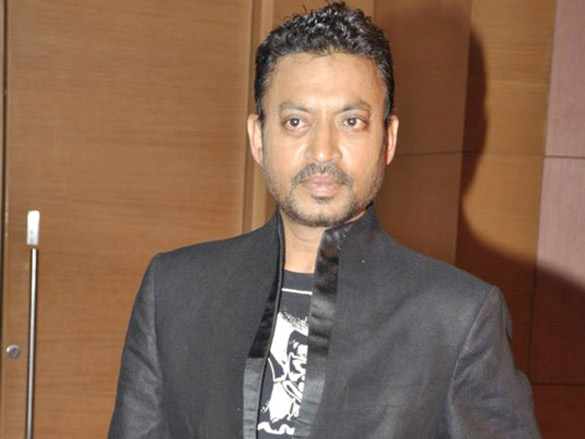
イルファーン・カーン

イルファーン・カーンは、サイーフと並び「第4のカーン」と称されることがある俳優である。2012年公開の『Paan Singh Tomar』でナショナル・フィルム・アワード主演男優賞を受賞している。このほかにアジア・フィルム・アワード 主演男優賞、国家映画賞、フィルムフェア賞、国際インド映画アカデミー賞を受賞、インディペンデント・スピリット賞にノミネートされるなど多くの国際的な映画賞を受賞している。2015年時点で50本以上のボリウッド映画、『ライフ・オブ・パイ/トラと漂流した227日』『ニューヨーク、アイラブユー』『マイティ・ハート/愛と絆』『アメイジング・スパイダーマン』『ジュラシック・ワールド』『インフェルノ』などのインド国外の映画にも多数出演している。2015年9月にラージャスターン州政府主催のキャンペーン「Resurgent Rajasthan」のブランド大使に任命された。2017年時点でイルファーン出演作品は36億ドルの興行収入を記録しているが、その大半はインド国外で製作された映画である。

### 男優
| - アムジャド・カーン - アルバーズ・カーン - アユブ・カーン - ファイサル・カーン - ファルディーン・カーン - フェローズ・カーン - イムラーン・カーン - カディル・カーン - マザール・カーン - メーブーブ・カーン | - ナーシル・カーン - ナジール・アーメド・カーン - リヤーズ・カーン - サリーム・カーン - サンジャイ・カーン - シャバーズ・カーン - ソーヘル・カーン - ターリク・カーン - ザイン・カーン・ドゥッラーニ - ザーイド・カーン - ズベル・K・カーン |

### 女優
| - シャルミラ・タゴール（本名：アーイシャ・サルタナ・カーン） - ファラー・カーン - ガウハル・カーン - ジア・カーン | - クルティカ・デサイ・カーン - ソハ・アリー・カーン - サーラー・アリー・カーン - ザリーン・カーン |

### その他
| - アルヴィア・カーン・アグニホトリ - ゴウリー・カーン - カビール・カーン - マンスール・カーン | - ナーシル・フセイン（本名：ナーシル・フセイン・カーン） - ニカト・カーン - パルヴァティ・カーン - タヒール・フセイン（本名：タヒール・フセイン・カーン） |